# ماسیمو آلبیرو
ماسیمو آلبیرو (انگلیسی: Massimo Albiero؛ زادهٔ ۱۸ مهٔ ۱۹۶۰) بازیکن فوتبال اهل ایتالیا بود که در پست دفاع بازی می‌کرد.
وی در تیم ملی فوتبال زیر ۲۱ سال ایتالیا بازی کرده است.